# Пряшів (авіабаза)
Авіабаза Пряшів (IATA: POV, ICAO: LZPW) — військово-повітряна база, що розташована у місті Пряшів, Пряшівський край, Словаччина. Авіабаза знаходиться на висоті 321 м над рівнем моря. Довжина злітно-посадкової смуги 850 м.